# Beta Ray Bill
Beta Ray Bill es un superhéroe ficticio que aparece en los cómics estadounidenses publicados por Marvel Comics. Debutando en la edad de bronce de los cómics, el personaje fue concebido inicialmente para ser un monstruo que aparece por sorpresa e inesperadamente demuestra ser un gran héroe. Como tal, Bill se convierte en el primer ser fuera del mundo nórdico del Universo Marvel digno de empuñar el martillo Mjolnir de Thor. Después de una rivalidad inicial por la posesión del arma, al guerrero extraterrestre se le otorgó un martillo de guerra propio, llamado el Stormbreaker, y los dos se reconciliaron como aliados firmes.
Beta Ray Bill ha sido presentado en otros productos respaldados por Marvel, como series animadas de televisión, videojuegos y mercancías.

## Historia de publicación
Beta Ray Bill debutó en The Mighty Thor #337 (noviembre de 1983), como un extraterrestre de la raza Korbinite.
Fue creado por Walt Simonson como un nuevo concepto para el título Thor. Simonson dijo:

Quería empezar de nuevo, y pensé que un nuevo personaje sería la manera de hacer eso. Mi pensamiento era que los cómics son una forma corta, y una de las cosas que son más verdaderas sobre los personajes de cómics es cómo se ven... diseñé a Bill deliberadamente como un monstruo, porque sabía que la gente lo miraría y se iría, "oh Dios mío, es este tipo malvado". Los escribí deliberadamente, así que al comienzo no estabas seguro de si era un buen tipo o un mal tipo... elegí el nombre por sus cualidades aliteradas. Originalmente, lo iba a llamar 'Beta Ray Jones' porque realmente quería un nombre común. Mi sensación era que Bill era el "Everyman" para esta raza alienígena... he eliminado 'Jones' porque... había demasiados Joneses flotando alrededor del Universo Marvel.

Durante un panel de "Thor Spotlight" en Baltimore Comic Con, el 28 de agosto de 2010, Simonson declaró:

Una de las cosas cool sobre Thor fue el encantamiento alrededor de Mjolnir y la inscripción original en él. Así que pensé, bueno, eso significa que alguien más puede levantar este martillo y obtener este poder, si son dignos! así que desde entonces, algunos otros personajes grandes, los favoritos de la gente, han agarrado el martillo, Capitán América, Superman, quien sea. Pero en este punto, nadie había levantado el martillo. Me gustó la idea de que Cap caminara al baño y lo viera, y que lo agarrara y lo halara, no siendo apto. Así que este tenía que ser alguien nuevo. Esta es el arma más poderosa de los dioses nórdicos. Este martillo es un arma asesina. Se usa para matar a Gigantes de Hielo y otros. Entonces, Superman no pudo levantarlo, porque él nunca matará a nadie y el martillo lo sabe. Capitán América, es demasiado patriota. Es demasiado un símbolo de América para ser elegido por este artefacto nórdico. Así que no pudo conseguirlo. Así que creé a Bill porque es noble y está diseñado para matar. Tiene un gran propósito como guerrero, y también la noble habilidad. Eso lo hace "digno", sea lo que sea.

En cuanto a la apariencia, en aquel entonces, los cómics eran estas historias autocontenidas. Así que para Bill, tuve que hacer esto en forma corta. Esta fue una historia de cuatro capítulos, y esa fue la más larga en toda mi carrera con Thor. Tuvimos que llevarlo, convertirlo en un personaje que el martillo reconociera. Así que quería para Bill, yo quería que tuviera un aspecto "monstruoso" como imagen visual, para que todos pensaran que es un mal tipo, y recibí cartas después del primer número que decían "¿qué en la tierra? ¿por qué este monstruo está recogiendo el martillo, qué sucede contigo?" y yo dije "lo tengo!" así que básicamente empecé con una calavera, y luego lo hice un poco como un caballo, con la apertura detrás de los dientes. Pero los caballos son criaturas hermosas. Así que lo que buscaba es una sensación de muerte, una sensación de monstruo, subrayada por la belleza. Su traje era el mismo para que en el momento en que veas esa imagen, cuando golpea el bastón y se convierte en "Beta Ray Thor" o lo que sea, ya sabes: OK, ese tipo tiene los poderes de Thor. Por eso Bill tenía la cara monstruosa, es por eso que las cosas se hicieron de la manera en que se hicieron.

La introducción del personaje continuó en Thor Vol. 1, #338–340. Beta Ray Bill continuó haciendo apariciones esporádicamente en Thor. Apareció en el crossover "Maximum Security" en enero de 2001 y en el crossover "Secret Invasion" en 2008. Protagonizó la miniserie de 6 capítulos "Stormbreaker: The Saga of Beta Ray Bill" y sus dos secuelas, el one-shot "Beta Ray Bill: The Green of Eden" y "Beta Ray Bill: Godhunter" de 3 capítulos.
La introducción del personaje continuó en Thor vol. 1 #338–340. Continuó apareciendo esporádicamente en Thor. Apareció en el crossover Maximum Security en enero de 2001 y en el crossover Secret Invasion en 2008. Protagonizó la miniserie de seis números Stormbreaker: The Saga of Beta Ray Bill y sus dos secuelas, el one-shot Beta Ray Bill: The Green of Eden y Beta Ray Bill: Godhunter de tres números. En 2021 se publicó una miniserie de Beta Ray Bill con un enfrentamiento con Fin Fang Foom.

## Biografía ficticia del personaje

### Década de 1980
La organización de súper espías S.H.I.E.L.D. ha detectado una flota alienígena que pasa por el sistema solar de la Tierra y el director Nick Fury le pide a Thor que investigue. Cuando Thor encuentra la avanzada nave, esta analiza a Thor y lo percibe como una amenaza. Incapaz de detener a Thor, la nave inteligente —llamada Skuttlebutt— despierta a Beta Ray Bill, quien estaba durmiendo en animación suspendida. Bill lucha contra Thor hasta un punto muerto, hasta que la nave alcanza la órbita de la Tierra, donde uno de los encantamientos místicos del martillo Mjolnir de Thor se activa, esto hace que Thor vuelva a transformarse en su personaje mortal Donald Blake si se lo separa del martillo durante más de 60 segundos. Cuando eso sucede, Blake queda inconsciente por un golpe de Bill, quien examina el bastón de Blake (la forma común y ordinaria de Mjolnir cuando Thor está con su personalidad de Blake) y al golpear el bastón recibe el poder y el traje de Thor.
Una vez que Skuttlebutt llega a la Tierra, Bill derrota fácilmente a un equipo de S.H.I.E.L.D. que se aproxima y luego es teletransportado a Asgard por el rey de los dioses nórdicos, Odín, quien confunde a Bill con Thor. Después de un malentendido al comienzo, Odín trae a Thor a Asgard, y el origen de Bill se revela. La raza de Bill, los Korbinites, casi se extinguieron cuando su galaxia explotó. Los sobrevivientes de la raza Korbinite huyeron en una flota de naves de guerra, custodiados por una nave inteligente llamada Skuttlebutt y un campeón dedicado, Beta Ray Bill. A través de la ciencia korbinite, la capacidad física de Bill fue incrementada y se le dieron los atributos de una bestia salvaje indígena (un proceso que mató a todos los predecesores de Bill). Skuttlebutt atacó a Thor porque la nave reconoció que la magia asgardiana era similar a la de la amenaza global anterior, y asumió que los korbinites estaban siendo amenazados una vez más.
Al descubrir que Bill era lo suficientemente digno para levantar a Mjolnir, Odín propone una batalla a muerte en el ardiente reino asgardiano de Skartheim para decidir quién empuñará el martillo. Bill y Thor pelean hasta quedar ambos inconscientes. Sin embargo, la resistencia de Bill al calor le permite recuperarse primero y es declarado el ganador, también evita que Thor caiga en la lava, considerando que es un oponente demasiado digno para morir, sin embargo siente que necesita el martillo para proteger a su gente. Después de que Bill reconsidera su reclamo del martillo, Odín ordena forjar un nuevo martillo para Bill: el Stormbreaker, igual en poder al Mjolnir y creado a partir de la misma estrella enana. Odín también transfiere el encantamiento del Mjolnir al Stormbreaker para que Bill pueda volver a su forma original de korbinite al golpear el Stormbreaker en el suelo y Thor ya no puede convertirse en Donald Blake. Después de enterarse de que el accidente que mató a la mayoría de la gente de Bill fue causado por el demonio de fuego Surtur, uno de los enemigos más poderosos de Asgard, Bill acepta unirse a los asgardianos en una guerra para detener a Surtur y sus ejércitos.
Bill lidera a muchos de los héroes de la Tierra contra las fuerzas de Surtur en el planeta, mientras que Thor, Odín y el hermano adoptivo de Thor, Loki, se enfrentan a Surtur en el reino de Asgard. Surtur eventualmente es derrotado, pero aparentemente mata a Odín cuando ambos caen a través de un portal místico. Bill permanece en la Tierra, ayudando al Caballero Espacial Rom contra la amenaza de los alienígenas Dire Wraiths y otros enemigos como Hombre de Titanio el oponente de Iron Man.
Formando un apego con la diosa asgardiana Sif, Bill ayuda a Thor contra el Elfo Oscuro Kurse en una historia de dos partes antes de regresar con su gente.

### Década de 1990
Bill sigue siendo un aliado incondicional de Thor y Asgard, posteriormente participa en una historia que involucra a Tyrant una creación de Galactus. Bill también aparece en la historia "Blood and Thunder", intentando junto a Adam Warlock, Thanos y otros hacer frente a la "locura guerrera" de Thor quien está tratando de destruir el universo, aunque en un momento dado es golpeado con suficiente fuerza como para destruir un planeta. Junto a Thor, Bill se une a otras versiones de los Thunder God en Thor Corps contra la entidad Demonstaff y tiene varias aventuras cósmicas.

### Década del 2000
Bill también participa en una batalla entre los héroes de la Tierra y varias razas alienígenas como los Kree, los Shi'ar y los Z'Nox. Después de varias aventuras como invitado con Thor, en la trama final, cuando Thor —determinado a acabar con el ciclo perpetuo de la muerte y renacimiento en el que los asgardianos están atrapados— provoca el Ragnarök (en la mitología nórdica, este evento significa el fin de Asgard y sus dioses, ya que mueren en batalla contra los ejércitos del mal), Bill intenta ayudar a los asgardianos, pero Thor lo teletransporta, ya que no es su destino morir durante el Ragnarök.
Bill visita el nuevo planeta natal de su gente, donde es atacado por su demente predecesor, Alpha Ray, derrotándolo justo cuando llegan la entidad cósmica Galactus y su heraldo Stardust. A pesar de los esfuerzos de Bill, Galactus consume el planeta y casi lo mata dejando a Bill a la deriva en el espacio hasta que fue rescatado por su nave Skuttlebutt. Después de encontrar un orbe que contiene las almas de muchos de los korbinites, Bill vuelve a visitar el desolado mundo de Asgard y une fuerzas con Stardust para luchar contra una nueva amenaza demoníaca llamada Asteroth.
Aunque resultó victorioso, Bill fue herido de muerte, pero es curado de su inminente fallecimiento por una entidad desconocida que reclama las almas restantes en el orbe. Transferido al cuerpo recientemente fallecido de un veterano de guerra llamado Simon Walters (una referencia a su creador, Walt Simonson) en la Tierra, Bill tiene un breve encuentro con el villano Boar y el héroe Spider-Man. Bill eventualmente se une al equipo de superhéroes canadienses, Omega Flight, contra el equipo de supervillanos, la Brigada de Demolición que liberan a las Grandes Bestias sobrenaturales. La batalla termina con Bill y las bestias atrapadas en una dimensión alternativa.
Durante la historia de la Secret Invasion, Bill es herido y capturado por los extraterrestres Skrulls, quienes le entregan su martillo Stormbreaker a un guerrero Super-Skrull llamado Godkiller. Thor rescata a Bill, aunque Loki comienza un rumor de que Bill puede ser un Skrull, causando que algunos asgardianos vayan contra él a pesar de que Balder les dijo que se detuvieran. Thor lanza su Mjolnir a Bill, quien lo atrapa, demostrando que es el verdadero Bill. Después de ser curado, el personaje recupera su martillo. Aunque el Godkiller lo derrota, con la ayuda de Thor, engaña a Godkiller, haciendo que todo Asgard caiga sobre él, matando al skrull. Thor y Bill vuelven a levantar la ciudad.
Bill decide cazar a la entidad cósmica Galactus, para vengar la destrucción del segundo planeta natal de los korbinites, y la aparente erradicación de su especie. Después de una breve confrontación con el heraldo Stardust, Bill es interceptado por Silver Surfer, quien está desconcertado por la búsqueda aparentemente inútil de los korbinites para destruir Galactus. Durante una breve batalla, Bill explica que si bien entiende que no puede esperar destruir a Galactus solo con su poder, tiene la intención de destruir a Galactus aniquilando todos los planetas de los que Galactus trate de alimentarse, provocando así que muera de hambre. La obsesión del personaje por detener a Galactus finalmente hace que se vuelva incapaz de levantar su propio martillo encantado, un arma que solo puede ser manejada por aquellos que sean dignos. Equipado con armas alienígenas, Bill encuentra a Galactus pero descubre que la entidad ya está siendo atacada por otra raza. En un momento de conciencia, Bill salva a Galactus. La entidad agradecida recompensa a Bill creando un compañero korbinite para él, y además Bill vuelve a ser digno de poseer el Stormbreaker.

### Década de 2010
Cuando el universo es invadido durante la historia de The Thanos Imperative, Beta Ray Bill se une al grupo selecto de Nova para viajar a través de la Fault y en el Cancerverse. Bill es reclutado por Cosmo para unirse a los Aniquiladores, un nuevo súper grupo destinado a reemplazar a los caídos Guardianes de la Galaxia. Los Aniquiladores defienden a Galador de los Dire Wraiths, dando como resultado una paz entre los dos grupos que han estado en guerra durante generaciones. Más tarde, cuando intentaron poner fin a un conflicto entre facciones en guerra de la Iglesia Universal de la Verdad, los Aniquiladores son teletransportados a una base de la Iglesia en la Tierra y quedan envueltos en un conflicto con Los Vengadores.
Durante la miniserie "Death of the Inhumans", Medusa y los miembros sobrevivientes de la Familia Real Inhumana piden que Beta Ray Bill los ayude a enfrentar a un Kree y su Súper humano Vox para rescatar a Black Bolt de ellos. Beta Ray Bill accedió a ayudarlos. Cuando llegan a la ubicación donde Black Bolt está siendo atacado por Vox, Beta Ray Bill ayuda a Black Bolt, y derriba a Vox, revelándose que es Maximus con el cerebro lavado. Él y la Familia Real Inhumana presencian algo en el disfraz de Vox, así que teletransportan a Crystal y matan a Maximus.
Cuando Thor se volvió indigno de Mjolnir después de que Nick Fury le susurró un secreto, Thor pasó meses bebiendo y luchando para evitar pensar en su pérdida. Bill finalmente vino a visitar a Thor, ahora llamándose a sí mismo 'Odinson', y le ofreció a su viejo amigo Stormbreaker en su lugar, solo para que Odinson y Bill fueran capturados por el Coleccionista mientras examinaban los restos de Asgard donde había el martillo de una versión alternativa de Thor, se estrelló recientemente. Aunque el Coleccionista trató de obligar a Odinson a que lo ayudara a encontrar algún medio de eludir el encantamiento de la dignidad para que pudiera levantar el martillo él mismo, Odinson finalmente escapó y usó el poder del martillo para devolver a Asgard a su lugar original. Una vez libre, Odinson le dijo a Bill que el secreto que Fury había compartido con él era "Gorr tenía razón", una referencia al viejo enemigo de Thor, Gorr el Dios Carnicero, que creía que todos los dioses no traían más que dolor y sufrimiento al universo. Sin embargo, Bill le aseguró a Odinson que, independientemente de su capacidad para manejar el Mjolnir, incluso si los dioses no eran dignos, Odinson demostró ser un héroe mientras continuaba luchando por la humanidad incluso cuando oficialmente no lo merecía.

### Década de 2020
Debido a un malentendido, una batalla entre Bill y un Padre Todopoderoso Thor con poder cósmico resulta en la destrucción de Stormbreaker. Para compensar la pérdida de Stormbreaker, Thor nombra a Bill como asesor y le permite acceso ilimitado a la armería de Asgard.
Bill cae en depresión cuando la destrucción de Stormbreaker le impide volver a transformarse en su forma inalterada de Korbinita. Después de sufrir numerosas derrotas sin sus poderes, Bill deja Asgard en Skuttlebutt para buscar un reemplazo. Acompañado por Skurge y Pip el Troll, Bill se encuentra con Odin, quien no puede proporcionarle a Bill un arma que pueda arreglar su transformación, pero sugiere con cautela la resurgida Espada Crepuscular de Surtur como un reemplazo adecuado. Bill y sus aliados se aventuran en el nivel más profundo de Muspelheim, donde Bill reclama al Crepúsculo y lo usa para matar a Surtur y volver a su forma inalterada.

## Poderes y habilidades
"Stormbreaker (cómics)" vuelve a dirigir aquí. Para conocer el segundo martillo de Thor en Marvel Cinematic Universe, consulte Stormbreaker (Marvel Cinematic Universe).
La fuerza vital y la conciencia de Beta Ray Bill fueron transferidas por científicos de su raza al cuerpo de una bestia carnívora extraterrestre con apariencia equina que había sido reestructurada biónicamente en un cyborg. Cortesía de la ingeniería genética altamente avanzada, el personaje posee una gran fuerza sobrehumana, velocidad, resistencia y durabilidad, y una longevidad muy extendida. Beta Ray Bill es también un gran luchador mano a mano. Su destreza en combate es tal que pudo luchar contra Thor, destacándose en el Universo Marvel como uno de los mejores luchadores mano a mano hasta un punto muerto.
El arma de Beta Ray Bill, Stormbreaker, también tiene las mismas propiedades que el martillo de Thor, Mjolnir, e incluye la capacidad de transformarse en un bastón cuando se golpea contra el suelo y devolver a Bill a su forma inalterada de Korbinita.
Beta Ray Bill tiene un compañero en la forma de una nave de guerra inteligente korbanita llamado Skuttlebutt. La misma tecnología que transfirió la conciencia de Bill a su cuerpo cyborg también se utilizó para transferir la conciencia de un korbanita desconocido a un gran crucero de combate equipado con instalaciones e instalaciones médicas, de carga y humanitarias para acomodar el intento de transportar a la gente de Bill fuera del planeta para evitar el ataque entrante de Galactus. Loyal Skuttlebutt a menudo usa sus instalaciones médicas para reparar los tejidos y los implantes de Bill por daños después de las batallas. Skuttlebutt también puede crear un avatar humanoide femenino de sí mismo.
Después de la destrucción de Stormbreaker, Beta Ray Bill lo reemplaza con la Espada Crepuscular, que puede generar las llamas de Muspelheim. Al igual que Stormbreaker, Twilight también tiene la capacidad de devolver a Bill a su forma Korbinita inalterada.

## Recepción
- En 2018, CBR.com clasificó a Beta Ray Bill en el puesto 11 en su lista de los "25 personajes más rápidos del Universo Marvel".[35]

## En otros medios

### Televisión
- Beta Ray Bill debutó en el episodio "Innervisions" de Silver Surfer, con la voz de Karl Pruner.[36] Esta versión del personaje, junto con el resto de su especie, compartió un sueño grupal con un "tejedor de sueños" especial de Zenn-La. Cuando el deslizador vino a alertarles de que Thanos se acercaba, convenció a Beta Ray Bill para terminar el sueño grupal y salvar el planeta utilizando todo el poder del tejedor de sueños para engañar a Thanos haciéndole creer que había tenido éxito en destruir el planeta.

- Beta Ray Bill apareció en el episodio "The Saga of Beta Ray Bill" de The Super Hero Squad Show, con la voz de Pat Fraley.[37][36] Aquí, se revela que los Korbinites fueron tomados por el pícaro conocido como el Extraño y Bill se escapó en la Skuttlebutt para refugiarse donde ha sido su portero desde entonces.

- Beta Ray Bill apareció en el episodio "The Ballad of Beta Ray Bill" de The Avengers: Earth's Mightiest Heroes, con la voz de Steven Blum.[38][36] Cuando el planeta natal de los Korbinites fue destruido por los Demonios del Fuego de Surtur, Beta Ray Bill fue especialmente modificado para supervisar la supervivencia de los korbinites en la Skuttlebutt con la raza bajo hibernación criogénica. Los Demonios de Fuego de Surtur atacan la Skuttlebutt y Beta Ray Bill lleva la nave hacia un refugio en un campo de asteroides. Su presencia fue detectada por Heimdall y Thor se dispuso a investigar. Cuando Thor se abre paso en la Skuttlebutt, Beta Ray Bill (quien confunde a Thor con un Demonio de Fuego) le tendió una emboscada y se las arregla para detenerlo. Beta Ray Bill levanta con éxito el Mjolnir y ataca a Thor con él. Bill luego es teletransportado a Asgard por Odín (quien estaba tratando de teletransportar a Thor de regreso), donde confunde a los asgardianos con los Demonios de Fuego y ataca a Balder, Sif y los Tres Guerreros antes de ser sometido por Odín y finalmente se da cuenta de su error debido a la genuina preocupación y amor de Odín por su hijo. Thor es teletransportado a Asgard por Odín. Cuando Beta Ray Bill revela la difícil situación de su gente y exige empuñar a Mjolnir para luchar contra los Demonios de Fuego, Sif se ofrece para ayudarlo en la batalla y Thor le ofrece su martillo Mjolnir. Odín niega la oferta hecha por Thor y dice que tiene una idea. Después de que Thor convence a Eitri para ayudar, Beta Ray Bill recibe el nuevo martillo Stormbreaker (que se hizo a partir del Uru restante después de la incursión de Surtur) y lo usa para ayudar a Thor y Sif a luchar contra los Demonios de Fuego y evitar que dañen a los korbinites. Mientras Sif y las defensas de Skuttlebutt luchan contra los Demonios de Fuego, Thor y Beta Ray Bill luchan con la Encantadora que se ha convertido en una esclava bajo el control mental de Surtur. Thor y Beta Ray Bill derrotan a la Encantadora, esto hace que los Demonios de Fuego desaparezcan, Surtur habla a través de ella diciéndole a Thor y Beta Ray Bill que la Encantadora ahora está bajo su control. Beta Ray Bill se va en la Skuttlebutt para encontrar un lugar seguro donde los korbinites puedan establecerse y proliferar, pero él promete ayudar a Thor en su batalla con Surtur, el Señor Demonio de Fuego de Muspelheim.

### Películas
- Beta Ray Bill aparece en la película animada para DVD Planet Hulk, con la voz de Paul Dobson.[39][36] Primero aparece junto con Thor en una escena retrospectiva, luchando contra Kronans. Bill entonces aparece con la mente controlada y lucha contra Hulk y sus amigos. Al principio muestra ventaja hasta que Hulk logra vencerlo y casi lo mata antes de detenerse (aunque Bill había bajado la guardia). Pronto, él salva a Hulk y sus amigos cuando el Rey Rojo intenta torturarlos y matarlos, liberándolos a todos de los discos de control mental y de la arena. Más tarde se ofrece a devolver a Hulk a la Tierra, pero Hulk se niega diciendo que la Tierra ya no es su hogar.

- Beta Ray Bill fue incluido en una versión anterior de Thor: Ragnarok, aunque finalmente no apareció. El productor Kevin Feige dijo- "fue tan rápido... y simplemente no le hizo justicia. Y la sensación fue, si no puedes hacerle justicia, hazlo más tarde".[40]

- A pesar de que no apareció en Avengers: Infinity War o Avengers: Endgame, sí apareció su arma Stormbreaker, usada por Thor.

### Videojuegos
- Beta Ray Bill aparece como un traje alternativo para Thor en varios videojuegos:
  - Marvel: Ultimate Alliance 2006.
  - Marvel Heroes 2013.
- Beta Ray Bill aparece como DLC en Lego Marvel Super Heroes,[41] con la voz de Steven Blum.[36]
- Beta Ray Bill aparece en el juego para móviles de 2014 Guardians of the Galaxy: The Universal Weapon.[42]
- Beta Ray Bill es un personaje jugable en el juego de Facebook Marvel: Avengers Alliance.
- Beta Ray Bill es un personaje jugable en Lego Marvel Vengadores,[43] nuevamente con la voz de Steven Blum.[36]
- Beta Ray Bill aparece como un personaje jugable en Marvel Future Fight.[44]
- Beta Ray Bill aparece como una carta jugable en Marvel Snap.
- Beta Ray Bill aparece como un personaje jugable en Marvel Contest of Champions.[45]